# Return ('ramp)
Return is een studioalbum van 'ramp dat met twintig dagen vertraging uitkwam op 21 december 2011. De vertraging was een gevolg van defect in de cd-fabriek.Het enige lid van die muziekgroep Stephen Parsick kwam na jaren stilte (in verband met breuk en rechtszaken) met nieuwe albums op (bijna) jaarlijkse basis. Dit album is opgenomen in Parsicks eigen geluidsstudio Cold Furnace in Bielefeld. Alleen Infernal machines is elders opgenomen. De samenwerking met Mark Shreeve van Redshift heeft sporen achtergelaten in de muziek van Parsick. De doorgaans meer richting ambient gaande muziek van Parsick wordt hier af en toe wreed verstoord door Redshift/Shreeve-achtige uitbarstingen met schurend geluid. Zelf schreef Parsick dat return meer was in de stijl van de eerste albums van ramp. Er werden 300 exemplaren verspreid. 

## Musici
- Stephen Parsick – analoge synthesizers, elektronica

## Muziek
| Nr. | Titel | Duur |
| --- | --- | ---- |
| 1.  | astral disaster (A.122112; B.astral disaster; C.unholy messiahs; D.infernal machines I; E.infernal machines II; F.a new dawn; G.122122) |      |
| 8.  | return (A.return; B.radiocarbon I; C.beacon; D.radiocarbon II; E.lighthouse)                                                            |      |